# Cis longipennis
Cis longipennis är en skalbaggsart som beskrevs av Sharp 1885. Cis longipennis ingår i släktet Cis och familjen trädsvampborrare. Inga underarter finns listade i Catalogue of Life.